# شتسیگنا (استان اشوی‌داشکسیه)
شتسیگنا (به لهستانی: Ścięgna) یک منطقهٔ مسکونی در لهستان است که در گمینا زاگنانگسک واقع شده‌است.